# Štrosy
Štrosy je přírodní rezervace v oblasti NAPANT na Slovensku.
Nachází se v katastrálním území obcí Podkonice a Donovaly v okrese Banská Bystrica v Banskobystrickém kraji. Území bylo vyhlášeno či novelizováno v roce 1999 na rozloze 94,7900 ha. Ochranné pásmo nebylo stanoveno.